# Klawdija Latyschewa
Klawdija Jakiwna Latyschewa (ukrainisch Клавдія Яківна Латишева; russisch Клавдия Яковлевна Латышева; * 14. März 1897 in Kiew, Russisches Kaiserreich; † 11. Mai 1956 in Kiew, Sowjetunion) war eine sowjetische Mathematikerin und Hochschullehrerin. 1936 wurde ihr als erster Mathematikerin der Ukraine der Titel Professorin verliehen.

## Leben und Werk
Latyschewa erhielt ihre Sekundarschulbildung am zweiten Frauengymnasium und absolvierte von 1916 bis 1921 Kurse in Mathematik und Physik an der Physikalisch-Mathematischen Abteilung der Kiewer höheren Frauenbildungseinrichtung. Danach studierte und forschte sie an der Taras-Schewtschenko-Universität Kiew. Von 1925 bis 1928 absolvierte sie ein Aufbaustudium und arbeitete an der Lösungsfindung für Differential- und Integralgleichungen mit der Momentenmethode von Mychajlo Krawtschuk. 1936 promovierte sie bei Krawtschuk als erste Ukrainerin in Mathematik und Physik mit ihrer Dissertation über Näherungslösungen linearer Differentialgleichungen mit singulären Koeffizienten mit dem Titel Наближене розв'язування за допомогою способу моментів лінійних, диференціальних рівнянь, що мають особливості в коефіцієнтах.
1936 war sie eine Organisatorin der ersten gesamtukrainischen Mathematikolympiade. 1946 gründete sie eine wissenschaftliche Gruppe an der Fakultät für Mechanik und Mathematik der Universität Kiew, um die analytische Theorie der Differentialgleichungen zu studieren. Sie leitete diese Gruppe 1953 und 1956. Von 1952 bis 1954 war sie Dekanin der Fakultät. 
Für ihre Beiträge zur Mathematik wurde sie 1954 mit dem Leninorden ausgezeichnet und erhielt die Medaille „Für heldenmütige Arbeit im Großen Vaterländischen Krieg 1941–1945“.
Latyschewa starb 1956 und wurde auf dem Lukjaniwska-Friedhof in Kiew beigesetzt.

## Wissenschaftliche Arbeit
Latyschewa entwickelte eine effektive Methode zur Konstruktion von Lösungen linearer gewöhnlicher Differentialgleichungen um regelmäßige und unregelmäßige Punkte, indem sie Poincarés Begriff des Rangs und L. Tomes Begriff des Antirangs erweiterte. Dies ist heute als Frobenius-Latysheva-Methode bekannt. Im Rahmen dieser Arbeit hat sie eine neue Art von normalen und normal-regulären Lösungen bestimmt und notwendige und hinreichende Bedingungen für deren Existenz geschaffen.

## Veröffentlichungen (Auswahl)
- mit N. I. Tereshchenko, G. S. Oryol: Нормально-регулярные решения и их приложения. Kiev: Vyshcha Shkola, 1974.
- mit N. I. Tereshchenko: Lectures on the Analytical Theory of Differential Equations and their Applications (Frobenius-Latysheva method) (in Russian). Kiev: Inst. Mat. Akad. Nauk Ukr. SSR,  1970.
- Normal solutions of linear differential equations with polynomial coefficients. Uspekhi Mat. Nauk. 8 (5(57)), 1953.
- On the Gauss law of distribution for functions of two variables. J. Inst. Matematiki AN Ukr. SSR. 2. 1934.